# More Than a Woman (Bee Gees)
More Than a Woman è una canzone dei Bee Gees scritta da Barry Gibb, Robin Gibb e Maurice Gibb per la colonna sonora Saturday Night Fever dell'omonimo film del 1977.
Il brano è stato pubblicato come singolo esclusivamente per il mercato italiano.

## Tracce
1. More Than a Woman
2. Children of the World

## Formazione
- Barry Gibb – voce, chitarra
- Robin Gibb – voce
- Maurice Gibb – voce, basso
- Dennis Bryon – batteria
- Blue Weaver – tastiera
- Alan Kendall – chitarra
- Joe Lala – percussioni

## Classifiche
| Classifica (1978) | Posizione massima |
| ----------------- | ----------------- |
| Italia            | 6                 |

## Altre versioni e presenze nei media
Il gruppo Tavares ha realizzato una propria versione del brano, che appare anch'essa nella colonna sonora di Saturday Night Fever.
Nel film Una notte al museo 2 - La fuga (2009), i Jonas Brothers, che interpretano tre cherubini, interpretano il brano in una versione a cappella.
La canzone è ascoltabile anche in altri film, quali I seduttori della domenica, True Lies, Hot Chick - Una bionda esplosiva, Potiche - La bella statuina e Cake - Ti amo, ti mollo... ti sposo.